# Kaan Mazhar
Kaan Mazhar (Macedonisch: Каан Мазхар) (Gostivar, 30 januari 1977) is zanger uit Noord-Macedonië.

## Biografie
Kaan Mazhar werd begin 1977 in Gostivar - toen nog gelegen in Joegoslavië - geboren.
Hij startte zijn schoolloopbaan in zijn geboortestad Gostivar. Ook hier studeerde hij aan de plaatselijke middelbare school. Zijn universitaire studies voltooide hij in Skopje.
Zijn zangcarrière is ontstaan nadat hij in een aantal scholen en verenigingen als solist ging optreden. Hierna volgden nog vele andere concerten.
In 2001 kreeg hij zowel nationale als internationale bekendheid doordat hij zijn eerste album Sen sevdiğimsin lanceerde. Dit album werd gelanceerd in Europa en Turkije.
Op 15 oktober 2014 werd bekendgemaakt dat de Macedonische omroep MRT 2 hem intern had uitgekozen om het land te vertegenwoordigen op het Türkvizyonsongfestival 2014 in Kazan. Op het festival zelf zong Mazhar het Turkse lied Yolumu bulurum. De halve finale werd ruimschoots overleeft met een zevende plaats en 181 punten. De finale eindigde daarentegen wat tegenvallend, want op het einde van de avond was Macedonië geëindigd op slechts een veertiende plaats en 166 punten. Alleen Turkije haalde nog minder punten.
In november 2015 werd hij opnieuw uitgekozen om Macedonië te vertegenwoordigen op het Türkvizyonsongfestival. Hij zal er zijn lied Böyle olmamalıydı ten gehore brengen. Ditmaal eindigde hij maar liefst tien plaatsen hoger dan zijn eerste deelname. Mazhar werd 4de met 165 punten.

## Privé
Mazhar heeft een zoon: Tolga. Opmerkelijk is dat Tolga ook door de Macedonische omroep werd uitgekozen om Macedonië te vertegenwoordigen in Istanboel. Hij mag zijn vaderland vertegenwoordigen op het Bala Türkvizyonsongfestival 2015, de kindervariant van het Türkvizyonsongfestival 2015.
2013: Ikay Yusuf · 
2014: Kaan Mazhar · 
2015: Kaan Mazhar · 
2020: Cengiz Sipahi